# 파란 우산
《파란 우산》(영어: The Blue Umbrella)은 《몬스터 대학교》와 함께 공개된 픽사의 컴퓨터 애니메이션 단편 영화이다. 감독은 픽사의 기술부에서 근무하는 사스치카 운셀드(Saschka Unseld)가 맡았다. 이 영화는 조명, 명암, 합성기법에 있어서 포토리얼리즘 기술이 사용되었다.

## 제작

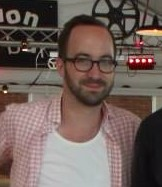
2013년 안시 국제 애니메이션 영화제에서, 영화의 감독을 맡은 사스치카 운셀드

사스치카 운셀드는 샌프란시스코에서 버려진 한 우산을 발견하고 이를 스토리로 개념화했고, 영감을 얻은 운셀드와 그의 동료들은 뉴욕과 샌 프란시스코, 시카고, 파리 도처의 시내 도로에서 발견한 물건들을 가져다가 사진을 찍었다. 운셀드는 "빗속에서의 사랑의 맹세"라고 짧게 설명했다.

## 개봉
《파란 우산》은 2013년 2월 12일 개최된 제63회 베를린 국제 영화제에서 공개되었다. 이후 《파란 우산》은 2013년 6월 21일 개봉된 《몬스터 대학교》가 극장에서 상영되기 전 앞부분에 상영되었다. 《파란 우산》은 《몬스터 대학교》 DVD 및 블루레이에 보너스 영상으로 수록되었다.
사라 제프가 보컬로 참여한 존 브라이언의 악보는 2013년 7월 9일 월트 디즈니 레코드가 디지털 발매하였다.